# Kargil
Kargil là một thị xã và là nơi đặt ủy ban khu vực quy hoạch (notified area committee) của quận Kargil thuộc bang Jammu và Kashmir, Ấn Độ.

## Địa lý
Kargil có vị trí 34°34′B 76°06′Đ / 34,57°B 76,1°Đ Nó có độ cao trung bình là 3200 mét (10498 feet).

## Nhân khẩu
Theo điều tra dân số năm 2001 của Ấn Độ, Kargil có dân số 9944 người. Phái nam chiếm 61% tổng số dân và phái nữ chiếm 39%. Kargil có tỷ lệ 73% biết đọc biết viết, cao hơn tỷ lệ trung bình toàn quốc là 59,5%: tỷ lệ cho phái nam là 83%, và tỷ lệ cho phái nữ là 58%. Tại Kargil, 10% dân số nhỏ hơn 6 tuổi.